# Leyland Tigress
Der Leyland Tigress mit der Typenbezeichnung T war ein Busfahrgestell des britischen Nutzfahrzeugherstellers Leyland Motors. Es basiert auf dem Leyland Tiger und ist praktisch dessen Ausführung als Langhauber. Die weibliche Form des Namens bezeichnete bei Leyland traditionell die Ausführung als Haubenfahrzeug bzw. im damaligen Verständnis in der Normalausführung. Das Fahrgestell wurde ab 1936 gebaut.
Das Fahrgestell wurde meist mit Aufbauten als komfortabler Reisebus, unter anderem mit Schiebedach und Panoramafenstern, für 26 Fahrgäste versehen, daneben wurden auch offene Ausflugsbusse gebaut. Die Aufbauten kamen von Burlingham und Harrington.
Als Motor kam ein Sechszylinder-Ottomotor mit annähernd 50 PS zum Einsatz, was eine Reisegeschwindigkeit von annähernd 75 km/h und eine Höchstgeschwindigkeit von fast 80 km/h ermöglichte. Der im Vergleich zum Tiger größere Motor erlaubte einen Einsatz auch im gebirgigen Gelände, in dem die damaligen Busse schnell an ihre Leistungsgrenzen kamen. Als Getriebe wurde ein Viergang-Schaltgetriebe mit direkt übersetztem vierten Gang verbaut. Getriebe und Achsübersetzung führten jedoch dazu, dass die Tigress im flachen Gelände mit hohen Motordrehzahlen gefahren werden musste, was einen sehr hohen Kraftstoffverbrauch ergab. Fahrgestell und Ausrüstung entsprachen dem parallel angebotenen Leyland Tiger.
Obwohl nur relativ wenige Fahrzeuge gebaut wurden, konnten einige Exemplare auch nach Kanada und in die USA exportiert werden. Die Busse für den Export besaßen einen Dieselmotor mit 8,6 Liter Hubraum und kamen in Ontario und im Staat New York zum Einsatz.
Auf Basis der Tigress wurde auch ein Feuerwehrfahrzeug mit der Typenbezeichnung FT entwickelt. Dies bot sich an, da der im Vergleich zu Lastkraftwagen niedrigere Busrahmen einen tieferen Schwerpunkt des Fahrzeuges ergab, was den Aufbau einer langen Drehleiter ermöglichte.